# 월서중학교
월서중학교(月西中學校)는 대한민국 대구광역시 달서구 월성동에 있는 공립 중학교이다.

## 학교 연혁
- 2005년 12월 23일 : 월서중학교 설립인가 (37학급 특수 1학급 포함)
- 2008년 2월 22일 : 학교 신축공사 준공일
- 2008년 3월 1일 : 초대 서인수 교장 취임
- 2008년 3월 4일 : 제1회 입학식 (10학급 391명 남 162명, 여 229명)
- 2011년 2월 1일 : 2011년 신입생 12학급 배정
- 2011년 2월 10일 : 제1회 졸업식 (10학급 415명 남 165명, 여 250명)
- 2019년 2월 1일 : 제9회 졸업식(남 167명, 여 194명 계 361명, 누계 4,018명)
- 2020년 3월 1일 : 제7대 양진수 교장 취임
- 2022년 2월 11일 : 제12회 졸업식(남 197명, 여 196명 계 393명)
- 2022년 3월 2일 : 제15회 입학(남 170명, 여 202명 계 372명)

## 참고 자료
- 월서중학교 - 한국교육학술정보원 학교알리미